# Logi Eldon Geirsson
Logi Eldon Geirsson (Reykjavík, Island, 10. listopada 1982.) je bivši islandski rukometaš i nacionalni reprezentativac. Igrao na poziciji lijevog vanjskog a karijeru je morao prekinuti zbog uzastopnih ozljeda ramena.

## Karijera
Geirsson se rodio u Reykjavíku kao sin Geira Hallsteinssona, također nacionalnog rukometnog reprezentativca. Karijeru je započeo nastupajući za FH Hafnarfjörður da bi 2004. godine potpisao za njemačkog bundesligaša Lemga. Tijekom šest sezona, Geirsson je klubom dva puta osvajao Kup EHF-a (2006. i 2010.) da bi se 2010. vratio u svoj prvotni klub FH Hafnarfjörður s kojim je te sezone osvojio islandsko prvenstvo a nakon toga se igrački povukao.
Kao reprezentativac Islanda, Geirsson se nije previše naigrao dok ga je vodio Viggó Sigurðsson. Međutim, dolaskom Guðmundura Guðmundssona, Logi Eldon Geirsson je postao standardan. Samim time, bio je dio rukometne generacije koja je pod Guðmundssonovim vodstvom igrala olimpijsko finale u Pekingu 2008. te bila brončana na europskom prvenstvu 2010.

## Vanjske poveznice
- Profil rukometaša na Sports-reference.com  Arhivirana inačica izvorne stranice od 18. travnja 2020. (Wayback Machine)